# Lorrie Moore
Lorrie Moore (nascida Marie Lorena Moore); (Glens Falls, 13 de Janeiro de 1957) é uma escritora de ficção norte-americana essencialmente conhecida pelos seus humorísticos e acutilantes contos.

## Biografia
Marie Lorena Moore nasceu em Glens Falls,Nova Iorque e apelidada de "Lorrie" pelos seus pais. Frequentou a St. Lawrence University. Aos 19, venceu a competição de ficção da revista Seventeen  Depois de se ter formado por St. Lawrence, mudou-se para Manhattan e trabalhou como advogada durante dois anos.
Em 1980, Moore inscreveu-se no programa  M.F.A. da Cornell University, onde teve aulas com Alison Lurie. Após graduação pela Cornell, Moore foi encorajado por um professor a contactar a agente Melanie Jackson. Jackson vendeu a sua colectânea Self-Help, composta quase só de histórias da sua tese de mestrado, à Knopf em 1983.
Hoje em dia dá aulas no Departamento de Inglês da Universidade Vanderbilt.

## Obras

### Contos
- 1985 - Self-Help; ISBN 0-446-67192-4
- 1990 - Como a Vida - no original Like Life; ISBN 0-375-71916-4
- 1998 - Pássaros da América - no original Birds of America; ISBN 0-312-24122-4
- 2008 - The Collected Stories; ISBN 978-0-571-23934-4
- 2014 - Bark: Stories; ISBN 0-307-59413-0

### Romances
- 1986 - Anagrams; ISBN 0-307-27728-3
- 1994 - Who Will Run the Frog Hospital?; ISBN 1-4000-3382-9
- 2009 - A Gate at the Stairs; ISBN 978-0-375-40928-8

### Livros para crianças
- 1987 - The Forgotten Helper; ISBN 0-440-41680-9

## References
1. ↑  Kelly, Alison (2009). Understanding Lorrie Moore. Columbia, S.C.: University of South Carolina Press. p. 1. ISBN 978-1-57003-823-5. Consultado em 24 de maio de 2013
2. 1 2  Kelly, pp. 2
3. ↑  «Bio». Vanderbilt University (em inglês). Consultado em 14 de julho de 2023